# Alcarria
Se llama alcarria al terreno alto, que por lo común suele estar raso y con poca hierba. Estos terrenos son frecuentes en el área llamada La Alcarria de las provincias de Guadalajara, Cuenca y la Comarca de Alcalá, de donde trae su denominación. 

## Etimología
Según el orientalista Francisco Javier Simonet los gualiatos, amelias o coras o provincias se dividían en climas, tahas o jurisdicciones; éstas en alhauces o alfoces. Las capitales de las coras se llamaban medinas, las poblaciones fortificadas hisnes y los pueblos pequeños alcarías.
Y según el Diccionario de la Academia en sus ediciones primera y quinta, alcaría es alquería, quinta, del árabe caria con el artículo al.